# Puente Colgante de Santa Fe
Die Puente Colgante de Santa Fe ist eine in den 1920er Jahren erbaute Hängebrücke über die zum Flusssystem des Río Paraná gehörende Laguna Setúbal in der argentinischen Stadt Santa Fe. Nach dem verantwortlichen Ingenieur wird die Brücke auch Puente Ingeniero Candioti genannt.

## Geschichte
Im Jahr 1903 wurde an der Stelle der heutigen Brücke eine erste Brücke aus Holz errichtet, die aber schon nach kurzer Zeit einstürzte. Spätere Versuche ganz oder teilweise aus Holz bestehende Brücken zu errichten waren ebenso wenig erfolgreich.

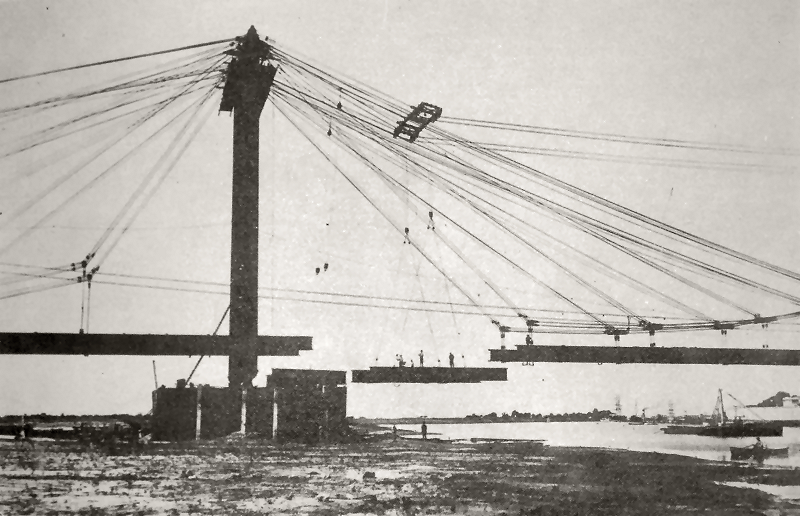
Bau der Brücke im Jahr 1924

Mit konkreten Planungen für die heutige Brücke wurde im Jahr 1922 unter der Leitung des Ingenieurs Marcial Candioti begonnen. Pfeiler und Widerlager wurden in den Jahren 1924 und 1925 errichtet. Die eigentliche Metallkonstruktion der Brücke stammt von dem französischen Unternehmen Societé des Chantiers et Ateliers de la Gironde. Nach Belastungstest am 28. April 1928 wurde die Brücke am 8. Juni desselben Jahres in Betrieb genommen.
In den Jahren 1968 bis 1971 wurde direkt neben der Brücke für die Ruta Nacional 168 der Puente Gobernador Oroño gebaut.

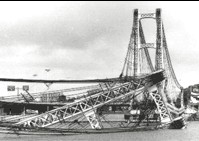
Die Brücke nach dem Einsturz im Jahr 1983

Am 28. September 1983 stürzte die Brücke ein, als der östliche Pylon infolge einer Monate andauernden Überschwemmung umkippte. Der Beschluss zum Wiederaufbau wurde erst im Jahr 1996 gefasst und ab dem Jahr 2000 umgesetzt. Dabei wurden zum großen Teil originale Teile aus den 1920er Jahren wiederverwendet und die Brücke im Jahr 2002 zum zweiten Mal eingeweiht. Die Kosten des Wiederaufbaus betrugen nach Medienangaben 7.929.818 US-Dollar.

## Konstruktion
Die Brücke ist nach dem System des französischen Ingenieurs Albert Gisclard errichtet und ist insgesamt 295,40 m lang. Die lichte Weite zwischen den beiden im Wasser stehenden Pylonen beträgt 147,20 m. Die beiden Pylone haben eine Höhe von 26,20 m.